# Masae Ōtani
Masae Ōtani, ou Otani, Ootani, Ohtani (大谷雅恵, Ōtani Masae, née le 25 février 1982 au Japon) est une chanteuse de J-pop, membre du groupe féminin Melon Kinenbi, ex-idole japonaise au sein du Hello! Project.
Elle débute fin 1999 avec Melon Kinenbi. Elle intègre provisoirement en 2004 l'équipe de futsal du H!P, les Gatas Brilhantes, et participe aussi à divers groupes Shuffle Units. Elle se fait remarquer par ses coiffures excentriques multi-colores, et en 2006 elle apparait dans l'introduction du film Tokyo Girl Cop (Sukeban Deka: Codename Asamiya Saki). Son départ du H!P a lieu le 31 mars 2009, avec son groupe et les autres "anciennes" du "Elder Club", transférés chez la maison mère Up-Front. Melon Kinenbi se sépare en mai 2010, et Otani continue en solo, sortant une première chanson pour téléphone portable en aout 2010, Killing My Caddy, et jouant au théâtre. Elle sort ses premiers singles en solo en 2011, sous l'appellation Otani Masae aka Himawari.

## Discographie solo
Singles
- 2011.01.12 : Killing My Caddy
- 2011.02.09 : ENDLESS LOVE
- 2011.04.06 : BANGIN'

## Shuffle Units
- 2001: 10-nin Matsuri
- 2002: Sexy 8
- 2003: 7 AIR
- 2004: H.P. All Stars

## Liens
- (ja) Blog officiel
- (ja) Ancienne fiche officielle